# Lucius Pinarius Mamercinus Rufus
Pour les articles homonymes, voir Pinarius Mamercinus.
Lucius Pinarius Mamercinus Rufus est un homme politique romain du Ve siècle av. J.-C., consul en 472 av. J.-C.

## Famille
Il est membre des Pinarii Mamercini, branche de la gens des Pinarii. Son nom complet est une reconstitution obtenue en mêlant les indications fournies par Denys d'Halicarnasse, Tite-Live et Diodore de Sicile. Ce dernier le nomme Lucius Pinarius Furius Mamertinus.

## Biographie
En 472 av. J.-C., il est élu consul avec Publius Furius Medullinus Fusus. Sous leur consulat, le tribun de la plèbe Volero Publilius propose une loi (Rogatio Publilia) qui prévoit de faire élire les tribuns par les comices tributes, espérant ainsi exclure les patriciens et leurs clients du vote et les priver de leur pouvoir d’influer sur le résultat du scrutin,.
C'est également durant son consulat qu'est exécutée la vestale Orbinia, ou Sunia, condamnée à mort pour n'avoir pas respecté ses engagements de prêtresse dédiée au culte de Vesta,.
Selon Varron, les deux consuls sont les auteurs d'une loi, la Lex Pinaria Furia de mense intercalari, qui mentionne la méthode de l'intercalation permettant de compenser les décalages qui découlent d'un calendrier basé sur les cycles lunaires en ajoutant des jours intercalaires. Il est possible que la loi s'inscrive dans une volonté de faire évoluer progressivement le calendrier romain d'un calendrier lunaire vers un calendrier lunisolaire avec une intercalation spéciale de 22 jours.

### Auteurs antiques
- Tite-Live, Histoire romaine, Livre II, 56 sur le site de l'Université de Louvain
- Diodore de Sicile, Histoire universelle, Livre XI, 23 sur le site de Philippe Remacle
- (en) Denys d'Halicarnasse, Antiquités romaines, Livre IX, 25-49 sur le site LacusCurtius

### Ouvrages modernes
- (en) T. Robert S. Broughton, The Magistrates of the Roman Republic : Volume I, 509 B.C. - 100 B.C., New York, The American Philological Association, coll. « Philological Monographs, number XV, volume I », 1951, 578 p.
- (fr) Janine Cels-Saint-Hilaire, La République des tribus : Du droit de vote et de ses enjeux aux débuts de la République romaine (495-300 av. J.-C.), Toulouse, Presses universitaires du Mirail, coll. « Tempus », 1995, 381 p. (ISBN 2-85816-262-X, lire en ligne)
- (en) Richard Jackson King, Desiring Rome : Male Subjectivity and Reading Ovid's Fasti, Ohio State University Press, 2006, 328 p.